# ليزا لابيرا
ليزا لابيرا (بالإنجليزية: Liza Lapira)‏ (و. 1981  م) هي ممثلة تلفزيونية، وممثلة أفلام، وممثلة مسرحية أمريكية، ولدت في كوينز.

## وصلات خارجية
- ليزا لابيرا على موقع IMDb (الإنجليزية)
- ليزا لابيرا على موقع ألو سيني (الفرنسية)
- ليزا لابيرا على موقع ميوزك برينز (الإنجليزية)
- ليزا لابيرا على موقع أول موفي (الإنجليزية)
- ليزا لابيرا على موقع قاعدة بيانات الأفلام السويدية (السويدية)
- ليزا لابيرا على موقع قاعدة بيانات الفيلم (الإنجليزية)
- ليزا لابيرا على موقع كينوبويسك (الروسية)